# Creutzwald
Creutzwald [kʁøtsvald] est une ville frontalière située dans le département de la Moselle, en région Grand Est, à la lisière de la frontière franco-allemande. Elle est localisée dans la région naturelle du Warndt et dans le bassin de vie de la Moselle-est.
Un décret du 24 mars 1809 rattache les communes de Creutzwald-la-Houve et Creutzwald-Wilhelmsbronn à celle de Creutzwald-la-Croix, qui est renommée Creutzwald le 30 juillet 1961.

## Géographie

### Localisation
Creutzwald est située à la frontière franco-allemande, conjointe avec Überherrn du côté allemand. Elle partage également une forêt, le Warndt avec l’Allemagne et à proximité de l’autoroute A4 et de la Bundesautobahn 620, la ville constitue une voie de transit privilégiée.
| Merten   | Merten                    | Überherrn (Allemagne)  |
| Falck    | Creutzwald                | Völklingen (Allemagne) |
| Guerting | Ham-sous-Varsberg, Diesen | Carling                |

### Hydrographie

#### Réseau hydrographique
La commune est située dans le bassin versant du Rhin au sein du bassin Rhin-Meuse. Elle est drainée par la Bisten, le ruisseau de Diesen, le fossé Schneiderwiesgraben, le ruisseau de Glockenhoff et le ruisseau le Leibsbach.
La Bisten, d'une longueur totale de 15,8 km en France, est une rivière franco-allemande qui prend sa source dans la commune de Bisten-en-Lorraine et conflue avec la Sarre, en rive gauche, à Wadgassen, en Allemagne.

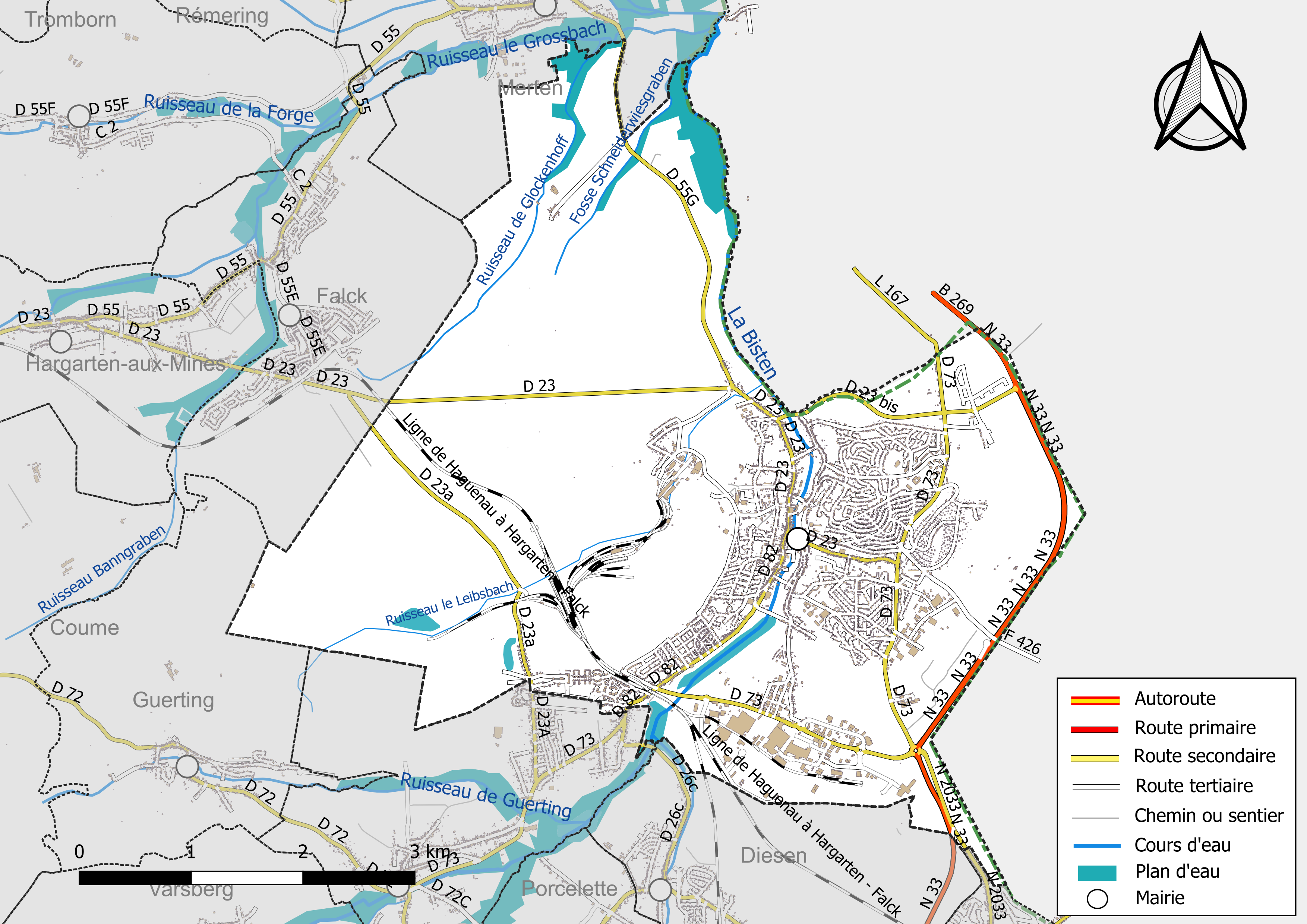
Réseaux hydrographique et routier de Creutzwald.

#### Gestion et qualité des eaux
Le territoire communal est couvert par le schéma d'aménagement et de gestion des eaux (SAGE) « Bassin Houiller ». Ce document de planification, dont le territoire est approximativement délimité par un triangle formé par les villes de Creutzwald, Faulquemont et Forbach, d'une superficie de 576 km2, a été approuvé le 27 octobre 2017. La structure porteuse de l'élaboration et de la mise en œuvre est la région Grand Est. Il définit sur son territoire les objectifs généraux d’utilisation, de mise en valeur et de protection quantitative et qualitative des ressources en eau superficielle et souterraine, en respect des objectifs de qualité définis dans le SDAGE  du Bassin Rhin-Meuse.
La qualité des eaux des principaux cours d’eau de la commune, notamment de la Bisten, peut être consultée sur un site dédié géré par les agences de l’eau et l’Agence française pour la biodiversité. Ainsi en 2020, dernière année d'évaluation disponible en 2022, l'état écologique de la Bisten était jugé moyen (jaune).

### Climat
Pour des articles plus généraux, voir Climat du Grand Est et Climat de la Moselle.
En 2010, le climat de la commune est de type climat des marges montargnardes, selon une étude du Centre national de la recherche scientifique s'appuyant sur une série de données couvrant la période 1971-2000. En 2020, Météo-France publie une typologie des climats de la France métropolitaine dans laquelle la commune est exposée à un climat semi-continental et est dans la région climatique Lorraine, plateau de Langres, Morvan, caractérisée par un hiver rude (1,5 °C), des vents modérés et des brouillards fréquents en automne et hiver.
Pour la période 1971-2000, la température annuelle moyenne est de 9,9 °C, avec une amplitude thermique annuelle de 17 °C. Le cumul annuel moyen de précipitations est de 864 mm, avec 12 jours de précipitations en janvier et 9,5 jours en juillet. Pour la période 1991-2020, la température moyenne annuelle observée sur la station météorologique de Météo-France la plus proche, « Seingbouse », sur la commune de Seingbouse à 14 km à vol d'oiseau, est de 10,5 °C et le cumul annuel moyen de précipitations est de 731,4 mm. 
La température maximale relevée sur cette station est de 37,9 °C, atteinte le 25 juillet 2019 ; la température minimale est de −17 °C, atteinte le 20 décembre 2009,,.
Les paramètres climatiques de la commune ont été estimés pour le milieu du siècle (2041-2070) selon différents scénarios d'émission de gaz à effet de serre à partir des nouvelles projections climatiques de référence DRIAS-2020. Ils sont consultables sur un site dédié publié par Météo-France en novembre 2022.

## Urbanisme
Les principaux quartiers de la commune sont : Cité Maroc, Breckelberg, Bellevue, Beau Site, Centre, Fatima, Garang, Houvergarten, La Houve (alias Kolenwald), Altschacht, Neudorf et Neuland. Maroc, Fatima et Breckelberg sont classés au sein de deux quartiers prioritaires pour un total de 2 300 habitants en 2020.

### Typologie
Au 1er janvier 2024, Creutzwald est catégorisée ceinture urbaine, selon la nouvelle grille communale de densité à sept niveaux définie par l'Insee en 2022.
Elle appartient à l'unité urbaine de Creutzwald, une agglomération intra-départementale regroupant trois  communes, dont elle est ville-centre,,. Par ailleurs la commune fait partie de l'aire d'attraction de Creutzwald, dont elle est la commune-centre,. Cette aire, qui regroupe 8 communes, est catégorisée dans les aires de moins de 50 000 habitants,.

### Occupation des sols
L'occupation des sols de la commune, telle qu'elle ressort de la base de données européenne d’occupation biophysique des sols Corine Land Cover (CLC), est marquée par l'importance des forêts et milieux semi-naturels (60,5 % en 2018), en diminution par rapport à 1990 (62 %). La répartition détaillée en 2018 est la suivante : 
forêts (55 %), zones urbanisées (17,8 %), zones industrielles ou commerciales et réseaux de communication (8,9 %), milieux à végétation arbustive et/ou herbacée (5,5 %), zones agricoles hétérogènes (5,3 %), mines, décharges et chantiers (3,6 %), zones humides intérieures (1,8 %), terres arables (1,2 %), eaux continentales (0,9 %). L'évolution de l’occupation des sols de la commune et de ses infrastructures peut être observée sur les différentes représentations cartographiques du territoire : la carte de Cassini (XVIIIe siècle), la carte d'état-major (1820-1866) et les cartes ou photos aériennes de l'IGN pour la période actuelle (1950 à aujourd'hui).

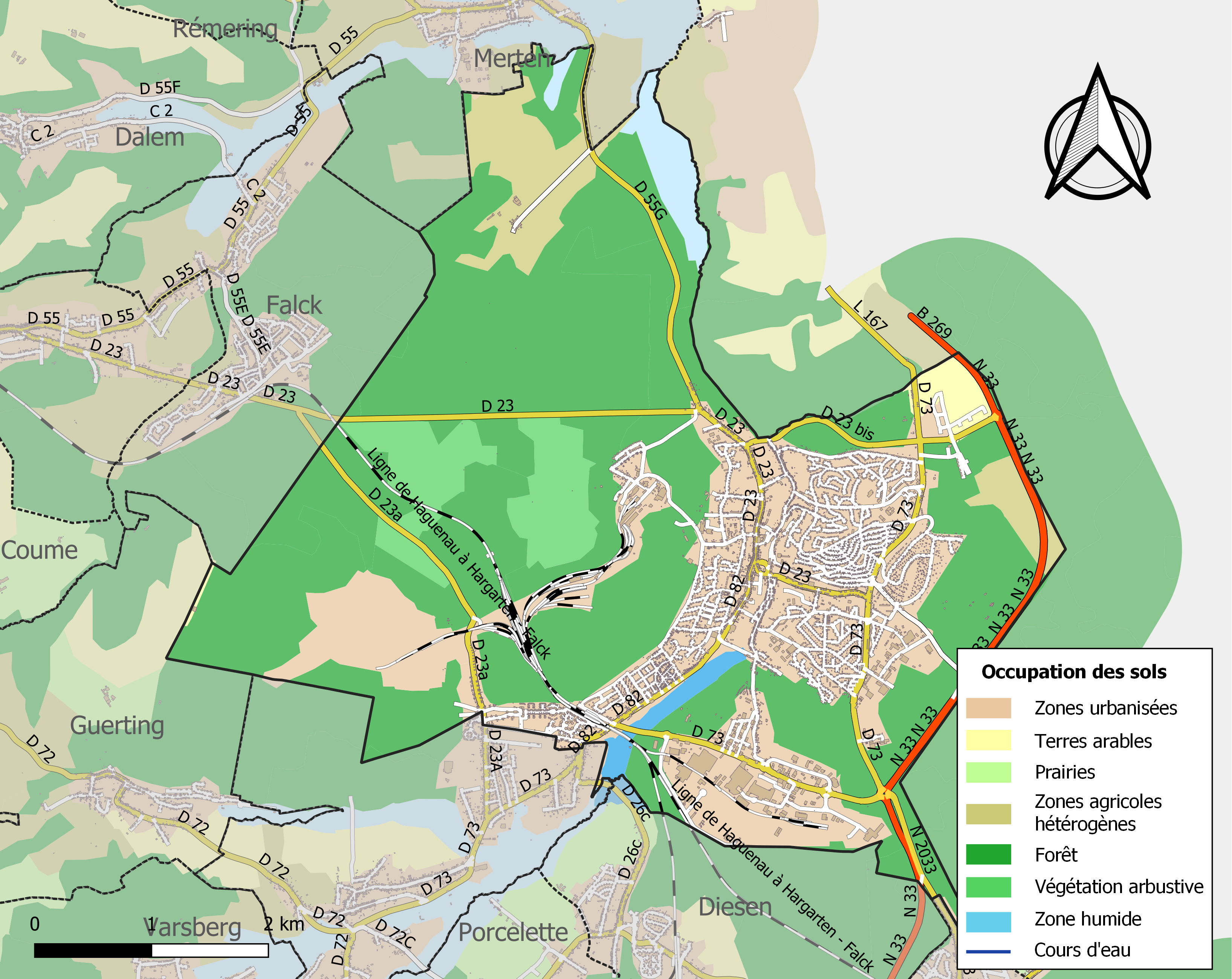
Carte des infrastructures et de l'occupation des sols de la commune en 2018 (CLC).

### Voies de communication et transport

#### Tramway de 1924 à 1961

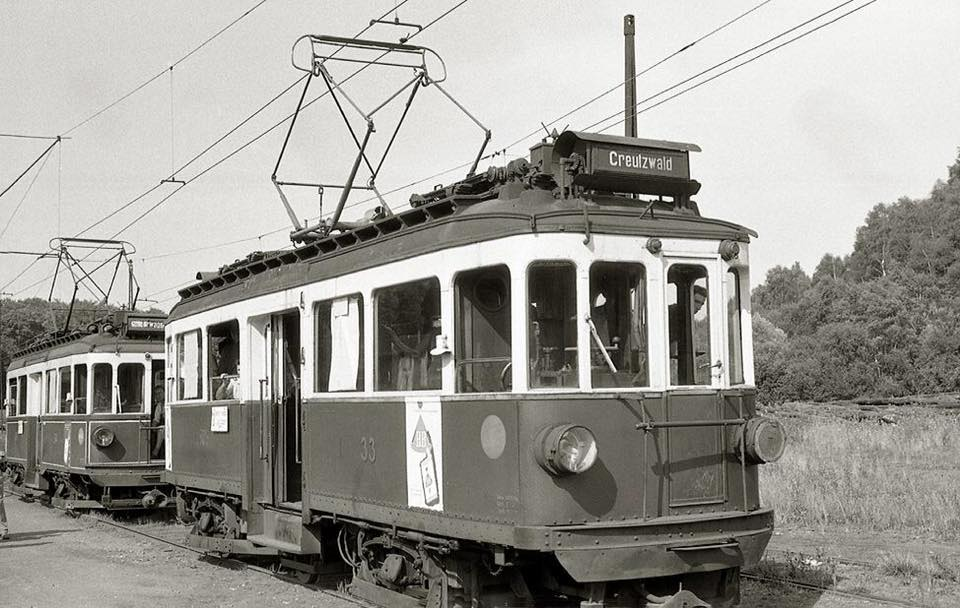
Deux motrices a l’arrêt à Creutzwald.

##### Le projet
En 1889 la ville de Sarrelouis était connectée au réseau ferroviaire reliant Sarrebruck (Sarre Allemagne) et Trèves (Rhenanie-Palatinat, Allemagne). En 1894 on relie Ensdorf puis en 1899 une ligne à vapeur relie Fraulautern et en 1913 Felsberg (Sarre).
En 1914 éclate la Première Guerre mondiale. La Sarre est française pour 15 ans. Les politiciens de Sarrelouis se réunissent pour un projet de liaison. Les représentants de Saint-Avold veulent une ligne directe Sarrelouis -Ensdorf.- Creutzwald - Saint-Avold, mais finalement le plan est rejeté. En 1919 on veut prolonger la ligne Felsberg à Creutzwald et Überherrn. En décembre 1922, les mines de la Houve signe le contrat de raccordement de Felsberg au siège1 (la Houve, Mine de Creutzwald) via Überherrn - Sarrelouis et prennent en charge les frais de construction jusqu'à la frontière, et la Houve se charge des deux kilomètres restants.
M. Friedel, ingénieur des mines, présente un projet de ligne pour relier le siège 1 à la frontière sarroise jusqu'à Sarrelouis pour le transport des ouvriers jusqu'à la Houve qui produit 600 000 tonnes de charbon pour 4 200 ouvriers.

##### Inauguration, capacité de transport
Le 4 décembre 1924, Le commandant de brigade de Creutzwald signe un rapport pour l'ouverture d'une ligne partant de Sarrelouis -Felsberg jusqu'à Creutzwald passant par Überherrn.La construction continuera entre 1925-1939.
La Ligne appelé "Vignolschienen" dessert 21 stations, est longue de 15,526 km et passe par Sarrelouis "Kleiner Markt" à Creutzwald "la Houve", à l'actuelle salle socioculturelle.
Le premier train est à cinq heures du matin et passe toutes les heures. En été pour la fête de Sarrelouis on le voit passer toutes les demi-heures. On compte 6,5 millions de voyageurs dans les années 1930. Le train est constitué d'une voiture et une motrice électrique, on peut y ajouter six voitures supplémentaires. Une voiture = 24 sièges + 20 places debout. Le tramway complet peut ainsi transporter 250 à 300 passagers par trajet.

##### Après la guerre, fin de service et remplacement par le réseau de Bus
Le 15 septembre 1939 débute la 2e guerre mondiale. Les habitants de Creutzwald et environs sont évacués ainsi que les habitants allemands qui sont évacués vers Sarrelouis. Le matériel ferroviaire est déplacé vers Francfort. À partir du 27 novembre le service reprend pour assurer le transport des troupes allemandes. L'artillerie française provoque des dégâts sur la ligne. En 1939 le chef mécanicien de la K V S est mortellement blessé. Ce fut la première victime de cette exploitation.
Au retour des populations la ligne est rétablie entre Creutzwald et Überherrn. Le 4 octobre 1943 Sarrelouis est en partie détruite par les alliés et la circulation du tram est perturbée. En 1944 Sarrelouis est à nouveau bombardée. Les dégâts sont importants et le réseau détruit. En 1945 l'exploitation est entièrement détruite. Le trajet entre Sarrelouis, Altforweiler via Felsberg reprend le 29 septembre 1945. Le 31 juillet 1946 la ligne est rétablie jusqu'à Überherrn et finalement le 15 septembre jusqu'à la houve. Dès 1948 certaines lignes furent remplacées par des lignes de trolleybus et peu à peu l'ensemble du réseau fut arrêté au bénéfice des bus conventionnels plus flexibles et plus simple d'entretien. La ligne 9 du fret fut interrompue le 31 décembre 1960 et le transport des voyageurs le 28 février 1961.
Source: Pierre REINERT membre du Cercle d’Histoire de Creutzwald. Résumé réalisé par Huguette Schafer dans le cadre d'un projet d'initiation a l'informatique. Issue du document "L’Histoire de la Ligne 9 ou tramway reliant Creutzwald à Sarrelouis ".

#### Bus
| N° de Ligne | Nom du Réseau              | Destination                                      | Notes                                                                                       |
| ----------- | -------------------------- | ------------------------------------------------ | ------------------------------------------------------------------------------------------- |
| 3           | MétroLor TER               | Creutzwald ↔Bouzonville ↔ Thionville             | 1 A/R par jour (sauf mercredi 2 A/R)                                                        |
| 4           | Fluo Grand Est 57 (ex-TIM) | Creutzwald ↔ Boulay ↔ Metz                       |                                                                                             |
| 7           | Fluo Grand Est 57 (ex-TIM) | Creutzwald↔Porcelette ↔Saint-Avold               | 3 A/R par jour                                                                              |
| 8           | Fluo Grand Est 57 (ex-TIM) | Creutzwald ↔ Forbach                             | Circule uniquement en période scolaire, (1A/R), Nouvelle ligne depuis le 1er Septembre 2020 |
| 9           | Fluo Grand Est 57 (ex-TIM) | Creutzwald ↔ Filstroff                           | Circule uniquement en période scolaire, (3A/R)                                              |
| 10          | Fluo Grand Est 57 (ex-TIM) | Creutzwald ↔ Freyming-Merlebach                  | 1 A/R par jour (depuis le 1er Septembre 2020)                                               |
| 22          | Fluo Grand Est 57 (ex-TIM) | (Überherrn ↔) Creutzwald ↔ Carling ↔ Saint-Avold | 6 A/R par jour dont 2 à partir de Überherrn                                                 |
| MS2         | KVS                        | Creutzwald ↔ Saarlouis                           | 3 A/R par jour                                                                              |

#### Desserte ferroviaire
La ville de Creutzwald dispose d'une gare sur la ligne de Haguenau à Hargarten - Falck, située sur la section en service de Sarreguemines à Hargarten - Falck. Cette gare est fermée au service des voyageurs, mais reste ouverte à celui des marchandises. Une étude de la Région Grand Est portant sur la réouverture de la ligne Thionville - Béning, une autre étude de la Eurodistrict Saarmoselle portant sur un projet de réouverture de la portion de ligne de Creutzwald à Überherrn, et une dernière étude du Land de Sarre portant sur une réouverture de la ligne Überherrn à Völklingen (S-bahn de Sarre) pour mettre en place deux lignes : Thionville - Bouzonville - Creutzwald - Béning - (Forbach) & Creutzwald - Überherrn - Völklingen - Saarbrücken.

## Toponymie
- Anciennes mentions : Critzvald (1680), Craisvald (1681), Criswald (1721), Critzwaldt-la-Croix (1762), Critzwaldt (1779)[21], Creutzwald la Croix (1793), Creutzvaldt-la-Croix (1801), Creutzwald (1961)[22].
- En francique lorrain : Kritzwald[23],[24] et Kreizwald[24]. En allemand : Kreuzwald[21].

En allemand ou en francique lorrain: "La Croix dans la Forêt".

## Histoire

### Rattachements géographiques
- 843 : Francie médiane (traité de Verdun)
- 925 : Saint-Empire romain germanique -  duché de Lorraine
- 1736-1766 : duché de Lorraine (traité de Vienne)
- 1766-1791 : royaume de France
- 1791-1871 : France
- 1871-1918 : Empire allemand -  Territoire impérial « Reichsland Elsaß-Lothringen »
- 1918-1939 : France (traité de Versailles)
- 1940-1945 : Annexion par l’Allemagne nazie
- Depuis 1945 : France

### Moyen Âge
À l’origine, Creutzwald était formée de quatre villages indépendants : Creutzwald la Croix, Villers la Croix, Wilhelmsbronn et Creutzwald La Houve.

### Temps modernes
Quatre villages ont donné naissance à Creutzwald : - Creutzwald, ou Crisvald ; - Villers La Croix, l’actuel Neudorf (village nouveau) ; - Wilhelmsbronn, c’est le quartier Nassau ; - La Houve.
En 1601, la famille de Condé se porta acquéreur de la « forêt de La Croix » ou Creutzwald, ayant appartenu à l’abbaye Sainte-Croix de Bouzonville. Cette enclave dans le Warndt fut vendue en 1594 par les moines de Busendorf (Bouzonville) au sieur Étienne de Héning, lequel la revendit en 1601 au gentilhomme verrier calviniste Louis de Condé. Rapidement un petit hameau se forma autour d'une première verrerie située près de l'église du Centre. Il prit le nom de la forêt : Creutzwald (forêt de la Croix). En 1607, un nouveau village (Neudorf) se constitua non loin de là : il prit le nom de Villers La Croix en l'honneur de Françoise de Villers, seconde épouse de Louis de Condé. Creutzwald devint en 1611 le support d’une seigneurie relevant de la souveraineté de Lorraine. Les deux premiers villages furent partiellement détruits  pendant la guerre de Trente Ans (1618 - 1648). La plupart des habitants essentiellement protestants se dispersèrent. Certains d’entre eux revinrent après la guerre, entraînant dans leur sillage de nouveaux colons, catholiques pour la plupart. En 1626, Daniel de Condé fonda sur les terres du comte Guillaume de Nassau-Sarrebruck une nouvelle agglomération qui prit le nom de Wilhelmsbronn : l’actuel quartier Nassau. Trois villages indépendants coexistèrent alors avec leurs verreries respectives, leurs moulins  et leurs lavoirs jusqu’en 1644, lorsque Creutzwald engloba Villers La Croix pour former le village de Creutzwald La Croix.
Les habitants désormais majoritairement catholiques fréquentèrent alors une première chapelle probablement en bois, construite en 1653 sur un terrain mis à disposition par les seigneurs de Condé. En 1705, le duc Léopold Ier accorda la charte de fondation d’une verrerie au lieu-dit la Houve, sur la rive gauche de la Bisten, afin de relancer l’économie dans cette région relevant de sa souveraineté. Un nouveau village vit ainsi le jour et prit le nom de La Houve. Une église en pierre fut construite en 1730 à l'emplacement actuel de l'église du centre afin de remplacer l’ancienne chapelle devenue trop petite. Menaçant ruines et reconstruite à plusieurs reprises, cette église acquit sa forme actuelle en 1911 à l’initiative de l’abbé Stenger.
Les trois communes furent rattachées à la France en 1766. Enfin par un décret de Napoléon Ier en date du 24 mars 1809, Creutzwald La Croix, Creutzwald-Wilhelmsbronn et Creutzwald La Houve furent réunies en une seule commune : Creutzwald. Plus tard, la commune fut à nouveau rebaptisée : Creutzwald-la-Croix. Cette appellation subsiste encore aujourd’hui sur les façades de la gare. Finalement la ville retrouvera en 1961 le nom de sa forêt d’origine : Creutzwald.

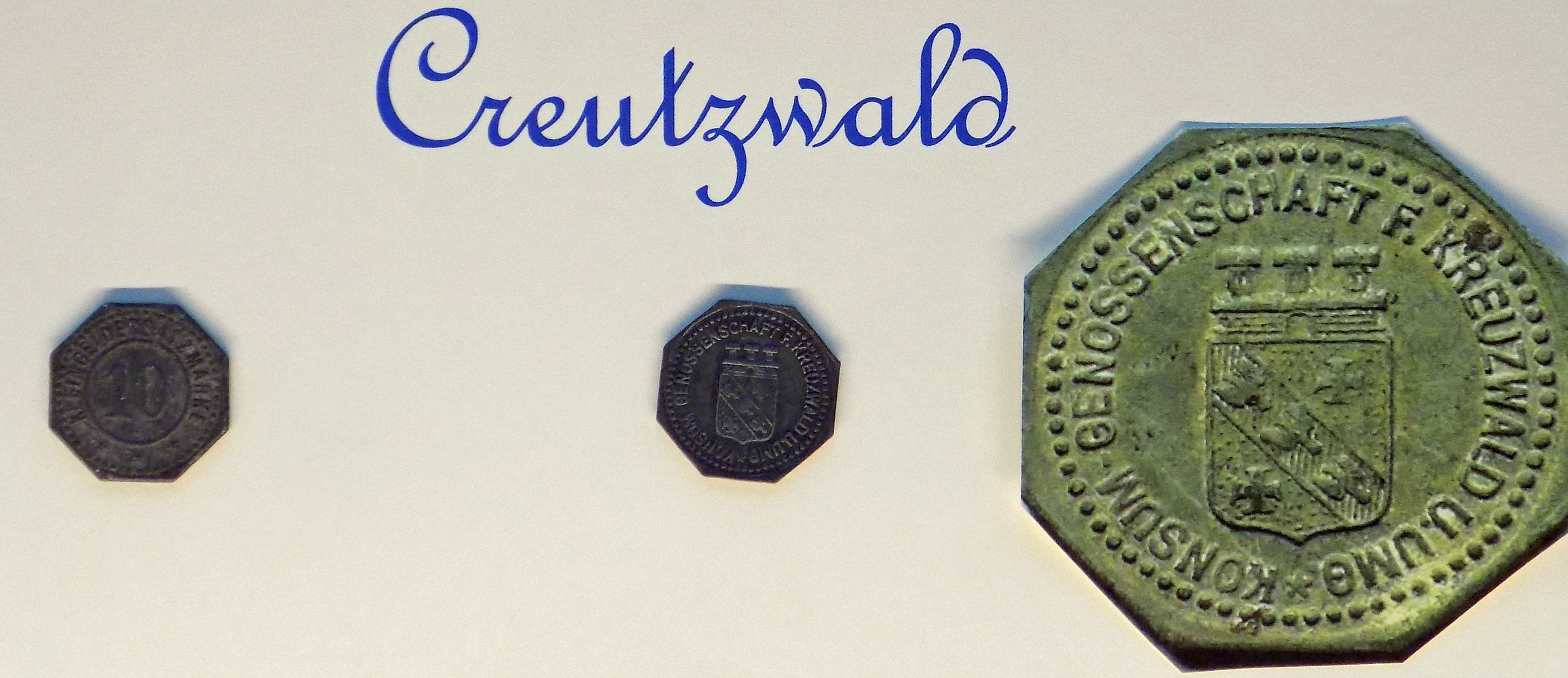
Monnaie de nécessité frappée à Creutzwald durant la Première Guerre mondiale.

Contrairement à d'autres communes du canton de Sarrelouis, Creutzwald n'est pas cédé à la Prusse lors du traité de Paris de 1815 mais reste Mosellane.

### Époque contemporaine
Comme les autres communes de l'actuel département de la Moselle, Creutzwald est annexée à l’Empire allemand de 1871 à 1918. Après deux générations de paix et de prospérité, les Mosellans se battent naturellement pour l’Empire allemand en 1914. Beaucoup tomberont sous l’uniforme allemand, sur le Front de l’Est, mais aussi à l’Ouest, en particulier en France et dans les Flandres. Loyaux sujets de l'Empereur, très peu de Mosellans trahiront leur Patrie pour rejoindre les troupes françaises. La victoire française en 1918 sera toutefois bien acceptée par les habitants du canton, heureux de retrouver la paix.
La Seconde Guerre mondiale, le drame de l'annexion de fait au Troisième Reich nazi et les combats de la libération marqueront longtemps les esprits. La commune ne fut libérée que le 4 décembre 1944.

### Activités historiques

#### Le verre
Le premier essor industriel est lié au verre, grâce à l'abondance du bois des forêts et à la présence de sable siliceux dans le sol : matières nécessaires au fonctionnement des fours à verrerie. Une première verrerie artisanale fut installée entre 1602 et 1603 par la famille de Condé, gentilshommes verriers originaires de Champagne. Plusieurs verreries fonctionnèrent simultanément à Creutzwald jusqu’au milieu du XVIIe siècle, puis elles déclinèrent progressivement. La dernière verrerie, celle de la Houve, implantée en 1705 pour relancer l’activité, fut rachetée par la verrerie de Meisenthal en 1843. De cette première industrie fondatrice de Creutzwald restent comme seuls témoins d’une activité autrefois florissante : la Place de Condé, la place des Verriers et quatre verres conservés en mairie.

#### La forge
La sidérurgie démarre dans la forêt de la Houve à l’initiative de la famille Quien qui installa deux hauts-fourneaux alimentés initialement au charbon de bois. On utilisera la houille, puis le coke bien plus tard. La force hydraulique produite par l’eau de la Bisten permit de mettre en action les souffleries servant à augmenter la température dans les fourneaux. L’industrie du fer ne se développa véritablement qu’à l’initiative de Charles de Wendel. Elle devint même florissante jusqu’à la révolution qui mit un frein à cette activité. En 1814, François Payssé relança la production. Puis l’usine passa aux mains de la famille Schlincker. Les hauts-fourneaux furent arrêtés et ne subsista que le moulage de la fonte. La famille Quinchez succéda à la tête de l’entreprise. Le parc et la rue « Quinchez » rappellent son passage à Creutzwald. Finalement la fonderie fut reprise en 1929 par les frères Schmitt. Elle ferma définitivement au lendemain de la Seconde Guerre mondiale. Il ne subsiste aujourd’hui qu’un seul bâtiment en brique rouges témoin de cette industrie.

#### La houille
L’exploitation de la houille, connue en Sarre depuis le XVe siècle, se développe au XVIIIe siècle lorsqu’on commence à remplacer le bois dans les forges et les salines. Le charbon prit son essor à Creutzwald avec le fonçage du puits Marie au siège 1 de la Houve en 1895 par la Société des « Mines de le Houve » dirigée par Jules Schaller. Au puits Marie la première couche de charbon n’est atteinte qu’en 1898. Sa production progressa rapidement et en 1908 fut réalisé le siège 2 de la Houve. Le puits Barrois fut foncé en 1935. Au total, sept puits surmontés chacun d’un chevalement et répartis sur 5 sites constituèrent la « Mine de la Houve » qui aura produit 106 millions de tonnes de charbon au terme de son exploitation le 23 avril 2004. Elle aura été en son temps l’une des mines les plus modernes d’Europe et aura contribué de manière prépondérante au développement de la ville. Le Siège de la Houve fut la dernière mine de charbon en activité en France.
Les 23, 24 et 25 avril 2004 sous commande de Charbonnages de France, à l’occasion de la fermeture du dernier puits de mine de France, et en hommage à toute la profession minière, le spectacle Les Enfants du Charbon est présenté pour la première fois sur le site de La Houve. Sylvie Dervaux a écrit et mis en scène ce spectacle original dont elle a également assuré la direction artistique[source insuffisante]. Elle est également l'auteur de la chanson l'Hymne aux enfants du charbon,.

## Politique et administration

### Tendances politiques et résultats
Les résultats du 2e tour de la présidentielle à Creutzwald sont les suivants :
- en 2017, sur 65,17 % de votants exprimés, Emmanuel Macron (En Marche!) en tête avec 52,78 % des voix. Marine Le Pen (FN) avec 47,22 %. Sur l'ensemble des votants, 5,13 % ont voté blanc.
- en 2022, sur 64,9 % de votants exprimés : Marine Le Pen (56,5 %), Emmanuel Macron (43,5 %).

### Importance intercommunale
L’agglomération de Creutzwald constitue, avec les communes de Bisten-en-Lorraine, Guerting, Ham-sous-Varsberg et Varsberg, la communauté de communes du Warndt.
Bien qu’elle soit la ville la plus peuplée de l’arrondissement dont elle fait partie, Creutzwald n’en est pas le chef-lieu de canton, particularité fréquente dans l’organisation cantonale française, liée à l’évolution démographique depuis le début du XIXe siècle : la population de Bouzonville, en 1885, était encore de 1 698 habitants quand celle de Creutzwald n’atteignait que 1 493 habitants. Creutzwald et la communauté de communes du Warndt font partie de l'Eurodistrict SaarMoselle et du SCOT Val de Rosselle.

### Jumelages
Dillingen (Sarre) (Allemagne), depuis 1967
En 1966, le maire de Creutzwald, Felix Mayer (mandat entre 1944-1971), exprima, lors d'un entretien avec des représentants de la presse sarroise, le souhait de conclure un partenariat avec une ville allemande proche de la frontière. Un représentant de la presse qui était présent est venu de Dillingen et a suggéré cette ville comme partenaire approprié. Lorsque le maire de Dillingen, Eduard Jakobs, a réagi positivement, la voie était tracée pour un partenariat. Le contrat, signé le 9 décembre 1967, stipule : « Les villes jumelées sont convaincues que les querelles et les conflits appartiennent au passé et que l'avenir est déterminé par la paix, la liberté et l'amitié ». L'objectif du partenariat devrait être d'encourager les jeunes, en particulier, à promouvoir la compréhension internationale et à jouer un rôle actif dans la création d'une Europe unie.
Albert Kremer, recteur de l'école primaire de Pachten et échevin honoraire de la ville de Dillingen, a contribué de manière significative par son engagement personnel aux résultats positifs des efforts visant à rapprocher les deux parties. Albert Kremer a été nommé citoyen d'honneur de la ville de Dillingen en 1976 pour ses services dans ce domaine. Le successeur de Felix Meyer, André Bohl, maire de Creutzwald de 1973 à 2007, a élargi le jumelage du côté français, ce qui lui a également valu le titre de citoyen d'honneur de Dillingen. Les manifestations conjointes des deux municipalités étaient des compétitions sportives, des festivals de rue, des manifestations municipales, des échanges d'étudiants, des réunions de hauts fonctionnaires et l'assistance administrative mutuelle des administrations municipales et des conseils municipaux. Le 50e anniversaire de la signature de l'accord de partenariat entre les deux villes de Dillingen et Creutzwald a été célébré lors d'une cérémonie au Dieffler Gemeindehaus. La cérémonie a été présidée par le maire de Dillingen, Franz Josef Berg, et son homologue de Creutzwald, Jean Luc Wozniak. Parmi les invités d'honneur figuraient Stephan Toscani, ministre des Affaires européennes de la Sarre, Catherine Robinet, consul général de la République française en Sarre, Thomas Delling, maire de Hoyerswerda, la ville jumelle de Dillingen, et André Bohl, ancien maire de Creutzwald.

## Population et société

### Démographie
L'évolution du nombre d'habitants est connue à travers les recensements de la population effectués dans la commune depuis 1800. Pour les communes de plus de 10 000 habitants les recensements ont lieu chaque année à la suite d'une enquête par sondage auprès d'un échantillon d'adresses représentant 8 % de leurs logements, contrairement aux autres communes qui ont un recensement réel tous les cinq ans,.

En 2022, la commune comptait 12 389 habitants, en évolution de −6,07 % par rapport à 2016 (Moselle : +0,52 %, France hors Mayotte : +2,11 %).
| 1800 | 1806 | 1821  | 1836  | 1841  | 1861  | 1866  | 1871  | 1875  |
| ---- | ---- | ----- | ----- | ----- | ----- | ----- | ----- | ----- |
| 476  | 435  | 1 445 | 1 900 | 1 947 | 1 748 | 1 588 | 1 515 | 1 494 |

| 1880  | 1885  | 1890  | 1895  | 1900  | 1905  | 1910  | 1921  | 1926  |
| ----- | ----- | ----- | ----- | ----- | ----- | ----- | ----- | ----- |
| 1 791 | 1 388 | 1 456 | 1 521 | 1 813 | 2 288 | 2 956 | 3 320 | 8 023 |

| 1931   | 1936  | 1946  | 1954   | 1962   | 1968   | 1975   | 1982   | 1990   |
| ------ | ----- | ----- | ------ | ------ | ------ | ------ | ------ | ------ |
| 10 329 | 7 839 | 7 221 | 10 183 | 13 649 | 14 471 | 15 540 | 15 060 | 15 169 |

| 1999   | 2006   | 2011   | 2016   | 2021   | 2022   | - | - | - |
| ------ | ------ | ------ | ------ | ------ | ------ | - | - | - |
| 14 360 | 13 655 | 13 540 | 13 189 | 12 514 | 12 389 | - | - | - |

### Enseignement
La ville dispose de : 
- 8 écoles maternelles (Breckelberg, Jules-Ferry, Garang, Houvergarten, La Houve, Maroc, Nassau, Schuman) ;
- 5 écoles élémentaires (Centre, Jules-Ferry, Schuman, Schweitzer et Houve) ;
- 1 collège (Jacques-Yves-Cousteau) ;
- 1 lycée (Félix Mayer) ;
- 2 établissements spécialisés (institut Les Genêts, ESAT Les Genêts).

La ville dispose également d’un parcours bilingue français-allemand, dispensé dans les écoles maternelles et élémentaires (La Houve).

### Santé
Beaucoup de services de santé sont proposés sur la commune : nombreux médecins et infirmiers, ensemble des métiers de la santé (dentistes, pharmacies, gynécologie, radiologie...). La ville est équipée d'un pôle Hospitalier Gériatrique et d'un EHPAD et Unité Alzheimer les Lupins.

### Associations
- Stand de tir ATC
- Cercle d'Histoire de Creutzwald créé en 2009
- Dauphin's Club Creutzwald (natation)
- Club de volley-ball de Creutzwald
- Club carnavalesque de Creutzwald « Die Windbeutel »
- Club informatique Souris Ram de Creutzwald
- Parade Creutzwald ou Batterie Fanfare
- Club de plongée de Creutzwald
- Club d’échecs de Creutzwald
- ACV - Association pour la culture et les valeurs franco-polonaises
- Groupe Scouts et Guides de France de Creutzwald
- SR Creutzwald 03 (football)
- La Plume d'Or : association colombophile (pigeon voyageur)
- Judo Club de Creutzwald créé en 1952
- Club Canin de Creutzwald
- Cercle Nautique de Creutzwald (Voile)
- Souris Ram club informatique
- Union Sportive de Lutte de Creutzwald

## Culture locale et patrimoine

### Lieux et monuments

#### Le lac de Creutzwald
Le « lac de Creutzwald », est un plan d’eau artificiel alimenté par la Bisten (rivière). Véritable poumon vert de la ville, à proximité immédiate de la salle de spectacle « Baltus Le Lorrain » et du stade nautique, le lac et son parc sont avant tout un lieu de détente et de promenade sur 2,5 kilomètres.
Son arborétum, ses aires de jeux pour enfants, son mini-golf, sa piste pumptrack, son club de voile et ses postes de pêche vous permettront de pratiquer de nombreuses activités de loisirs. Non loin de là des restaurants, glaciers et pâtissiers sauront vous accueillir. Il accueille également des animations locales, comme des marchés en plein air, des compétitions sportives ou des événements culturels.
Le lac de Creutzwald est considéré comme l’un des symboles de la ville, car il représente l’une des activités touristiques notables de la commune. Il contribue également à l’attractivité de la ville sur le plan local, en particulier durant la saison estivale.

#### Édifices civils

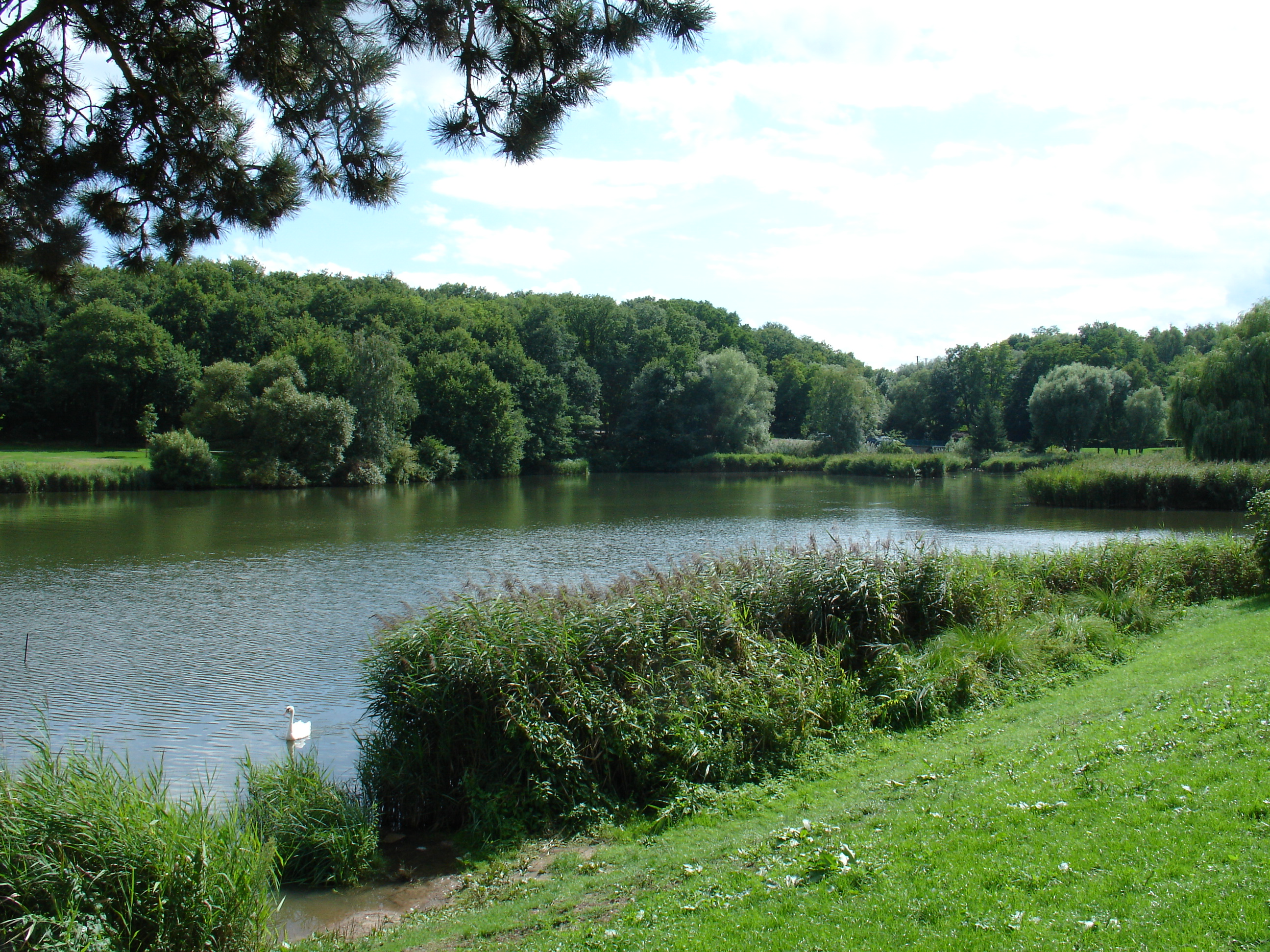
Le lac de Creutzwald.

- Vestiges d’une nécropole gallo-romaine.
- Plan d’eau (créé en 1967, sur le lit de la Bisten) et espace vert du lac.
- Chemin historique constitué de 14 plaques bilingues.
- Arboretum.
- Ancienne mine de La Houve.
- Hôtel de ville, place du Marché.
- Monument aux morts
- Salle Baltus le-Lorrain, mise en service en octobre 2000.
- Stade nautique.
- Mini-golf.
- Régie municipale d’électricité.
- Chaine télévisée locale CVS, depuis 1988, constituant ainsi une des premières télévisions locales de France.
- Médiathèque du Warndt.
- Bornes anciennes de la frontière franco-allemande.
- Maisons anciennes.
- Anciennes cités minières.
- Hôpital de Creutzwald, construit en 1908 et 1909 par la Société des Mines de la Houve. Actuel pôle gériatrique.

#### Édifices religieux

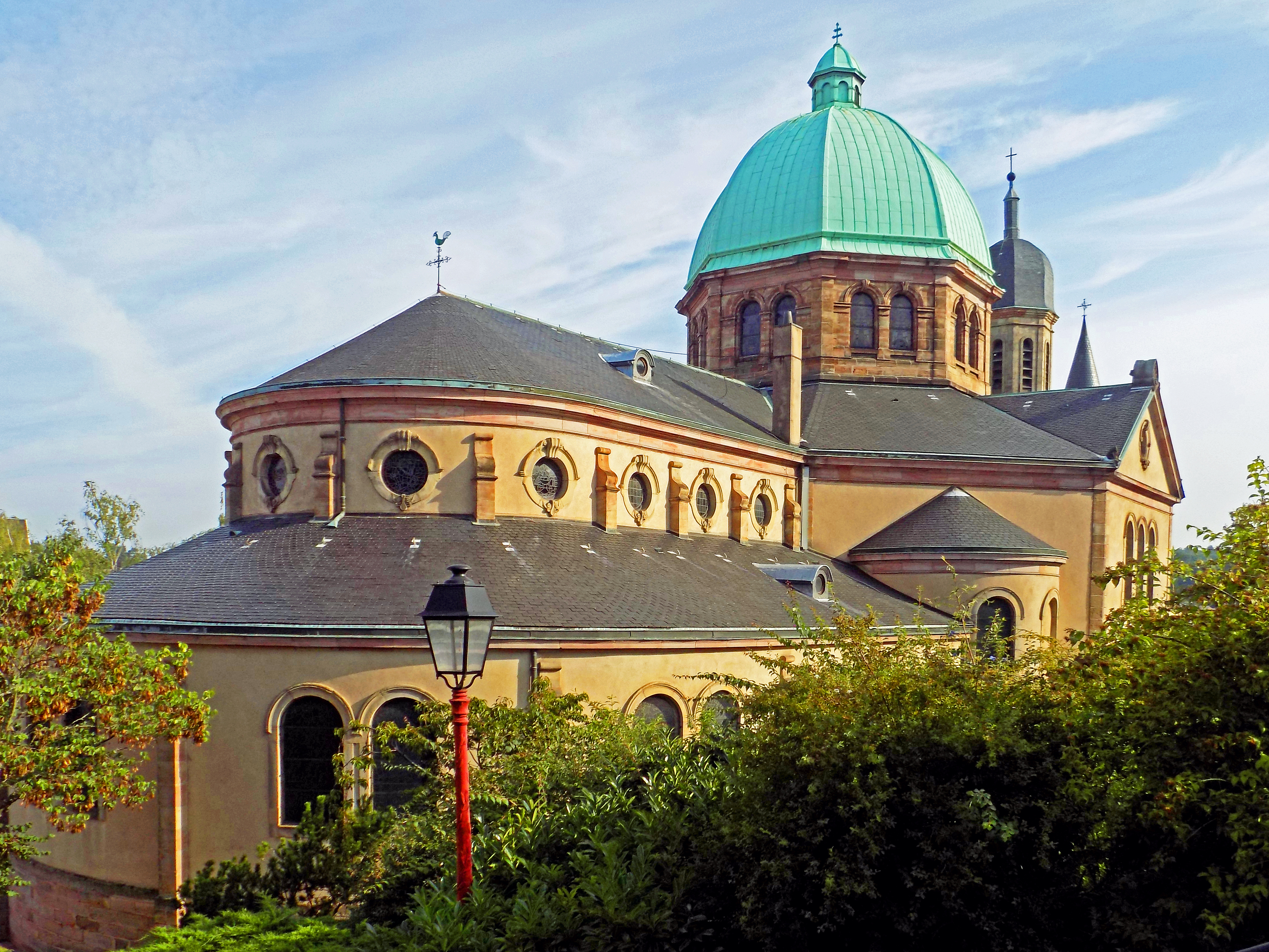
Église Sainte-Croix ou église du Centre.

- Église Sainte-Croix appelée aussi église du Centre, construite en 1730, reconstruite de 1763 à 1771, agrandie en 1862 (avec ajout d'un narthex et d'un clocher monumental) et transformée en 1911 par la volonté du curé Stenger, en style romano-byzantin avec coupole.
- Église Sainte-Thérèse du quartier Neuland, XXe siècle
- Église Notre Dame de Fatima, XXe siècle
- Église du Christ-Roi, XXe siècle
- Chapelle Sainte-Barbe, XXe siècle, détruite après 2013 (à préciser)
- Église luthérienne, rue de la Gare, construite entre 1957 et 1963.
- Église néo-apostolique, rue du Général-Hoche.
- Mosquée Al-Fath.
- Mosquée de cité Maroc.
- Grotte de Lourdes. Construite en 1925, elle se situe au cœur de la cité Neuland, rue du Havre.
- La Madone du Langenberg[36] de la forêt de la Houve, en direction de Falck, se situe sur le ban de la commune de Creutzwald. Elle a été inaugurée le dimanche 11 novembre 1866 par le curé Jean Risse de Creutzwald. Pèlerinage du lundi de Pentecôte. À proximité se trouve une reproduction de la grotte de Lourdes réalisée par des mineurs. En contrebas se situe l'aire de Saint-Christophe dont la statue a été érigée en 1952 par le Vélo Club.
- Église évangélique la Bonne Nouvelle, rue de la Houve.

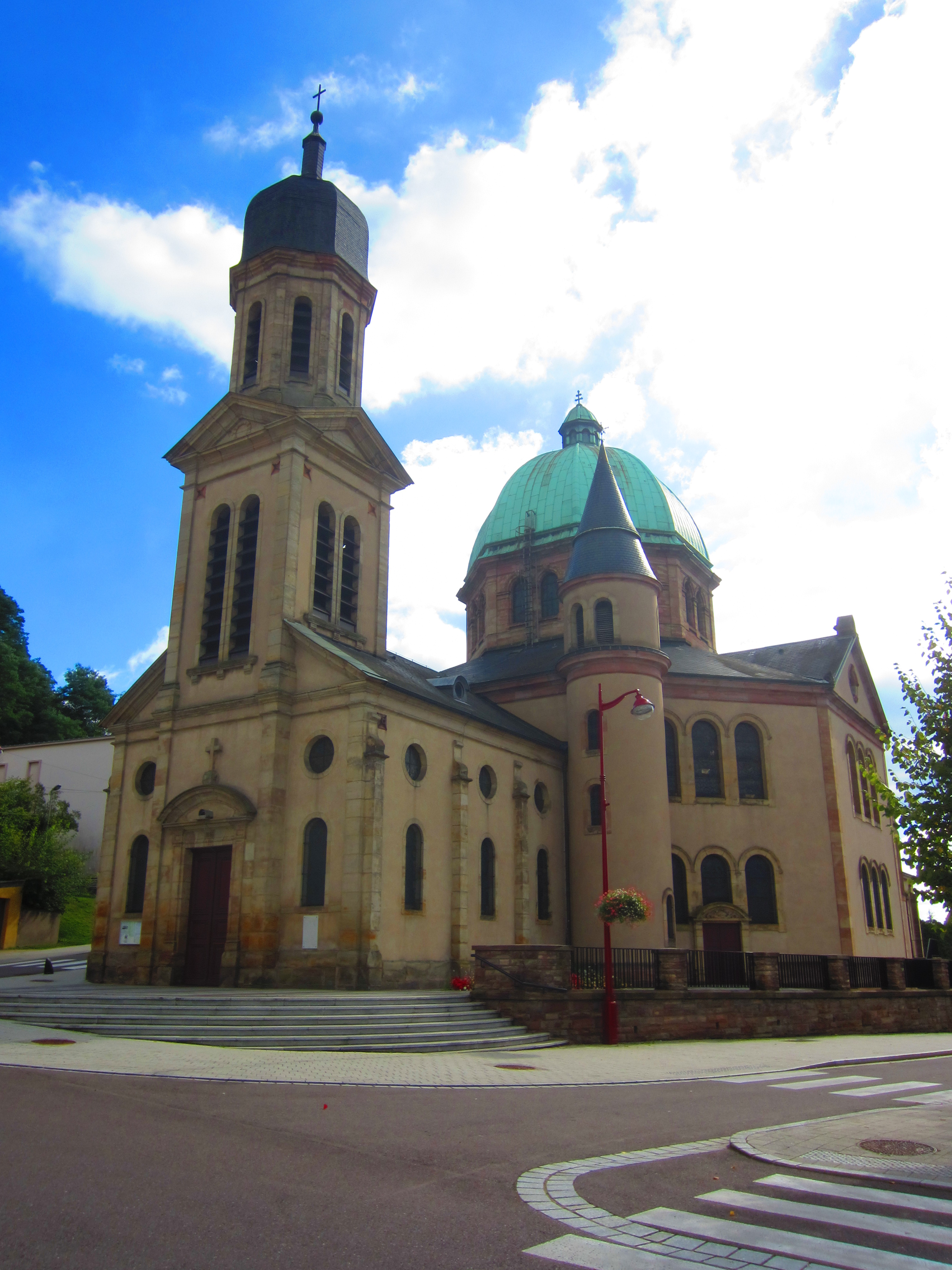
Église Sainte-Croix.
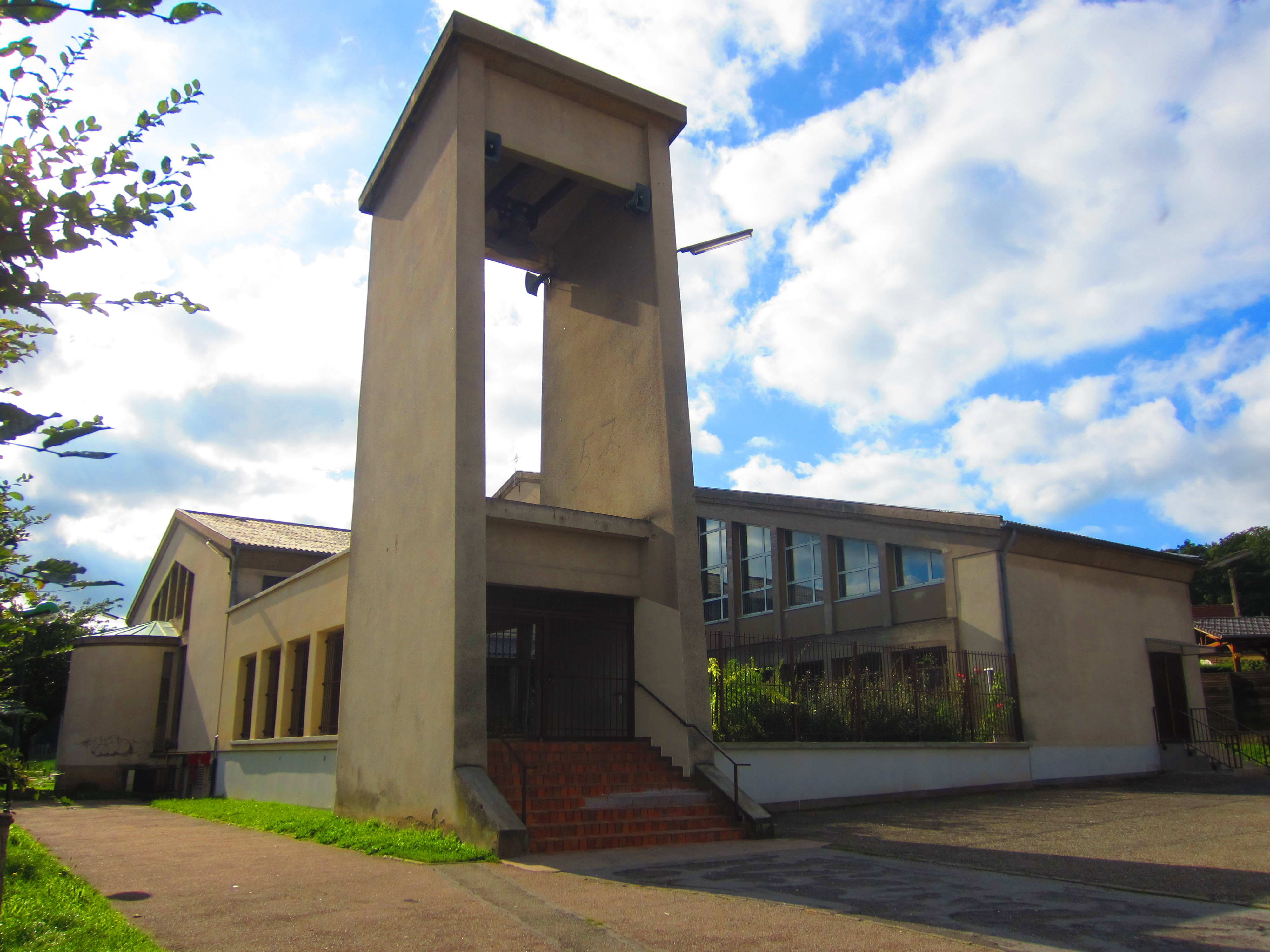
Église Sainte-Thérèse.
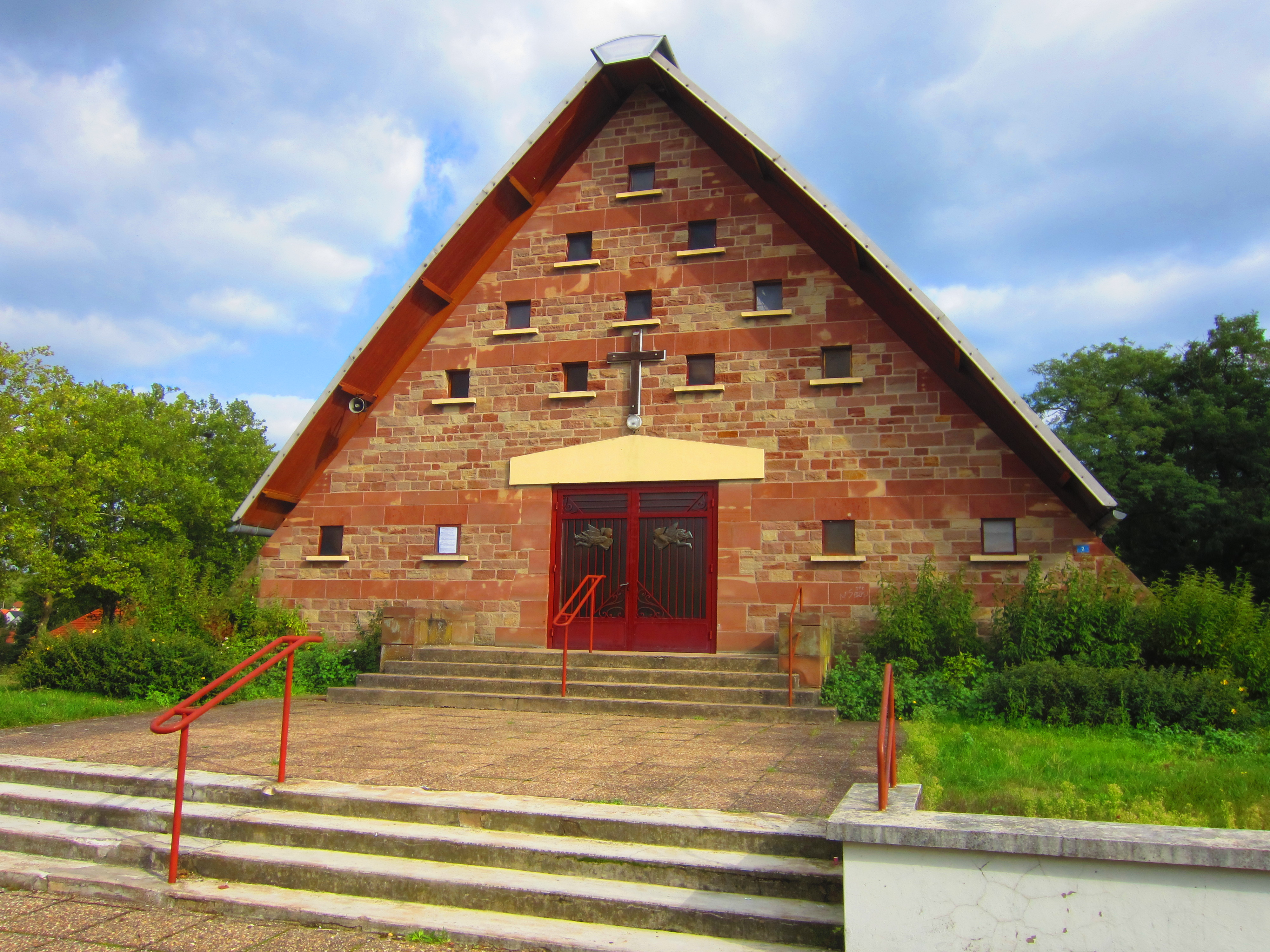
Église Notre-Dame-de-Fatima.
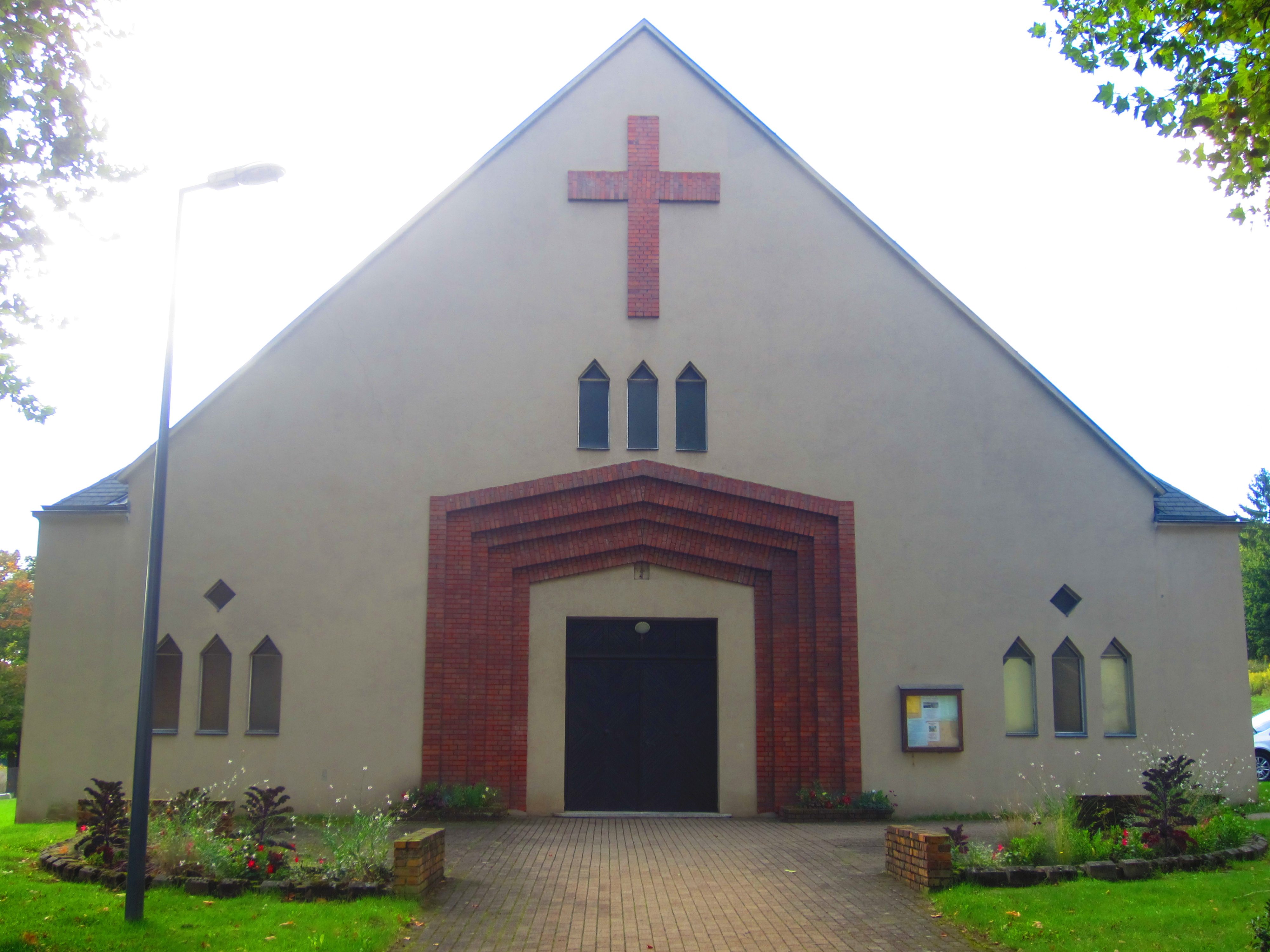
Église du Christ-Roi.
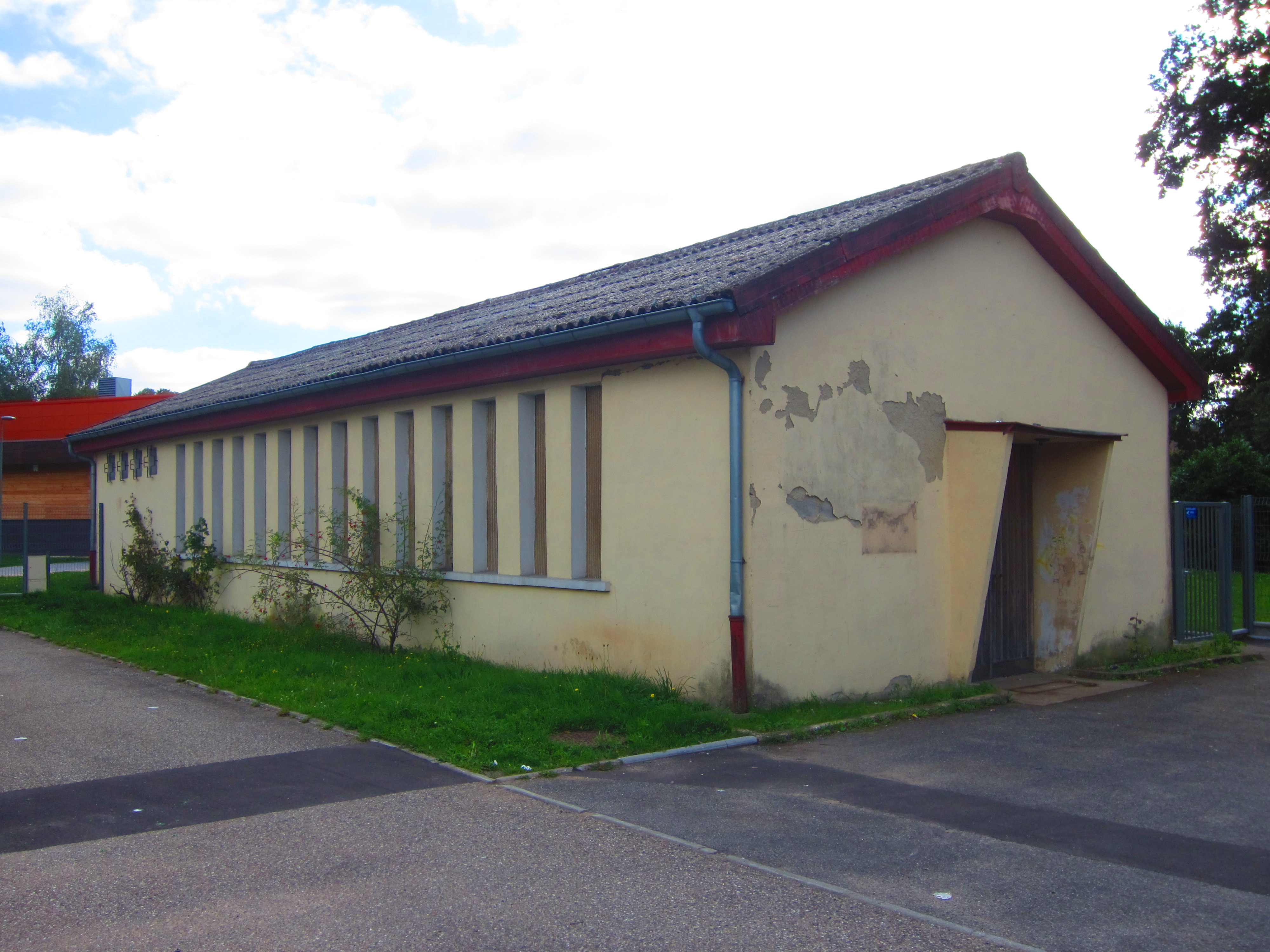
Chapelle Sainte-Barbe.
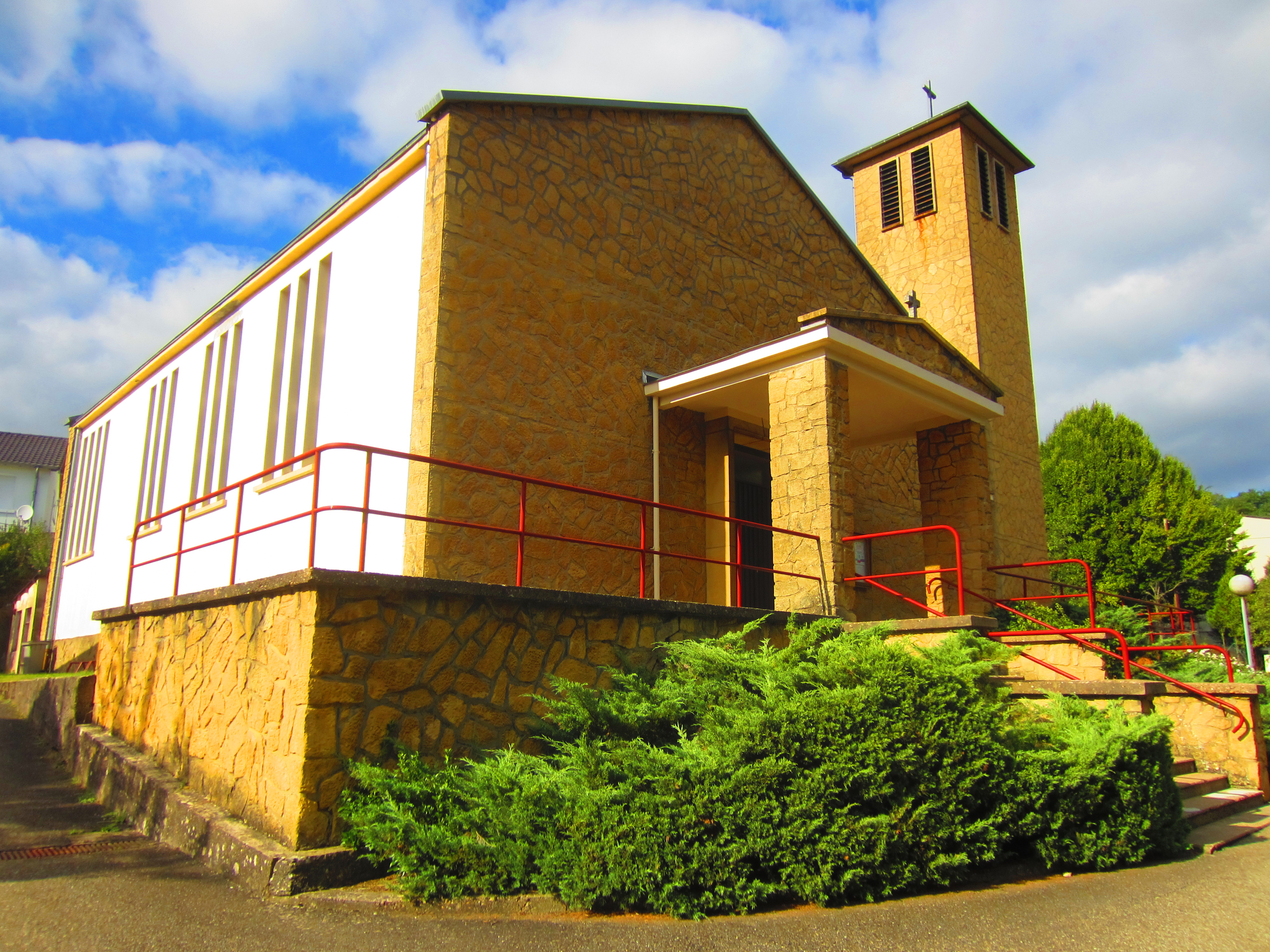
Église luthérienne.
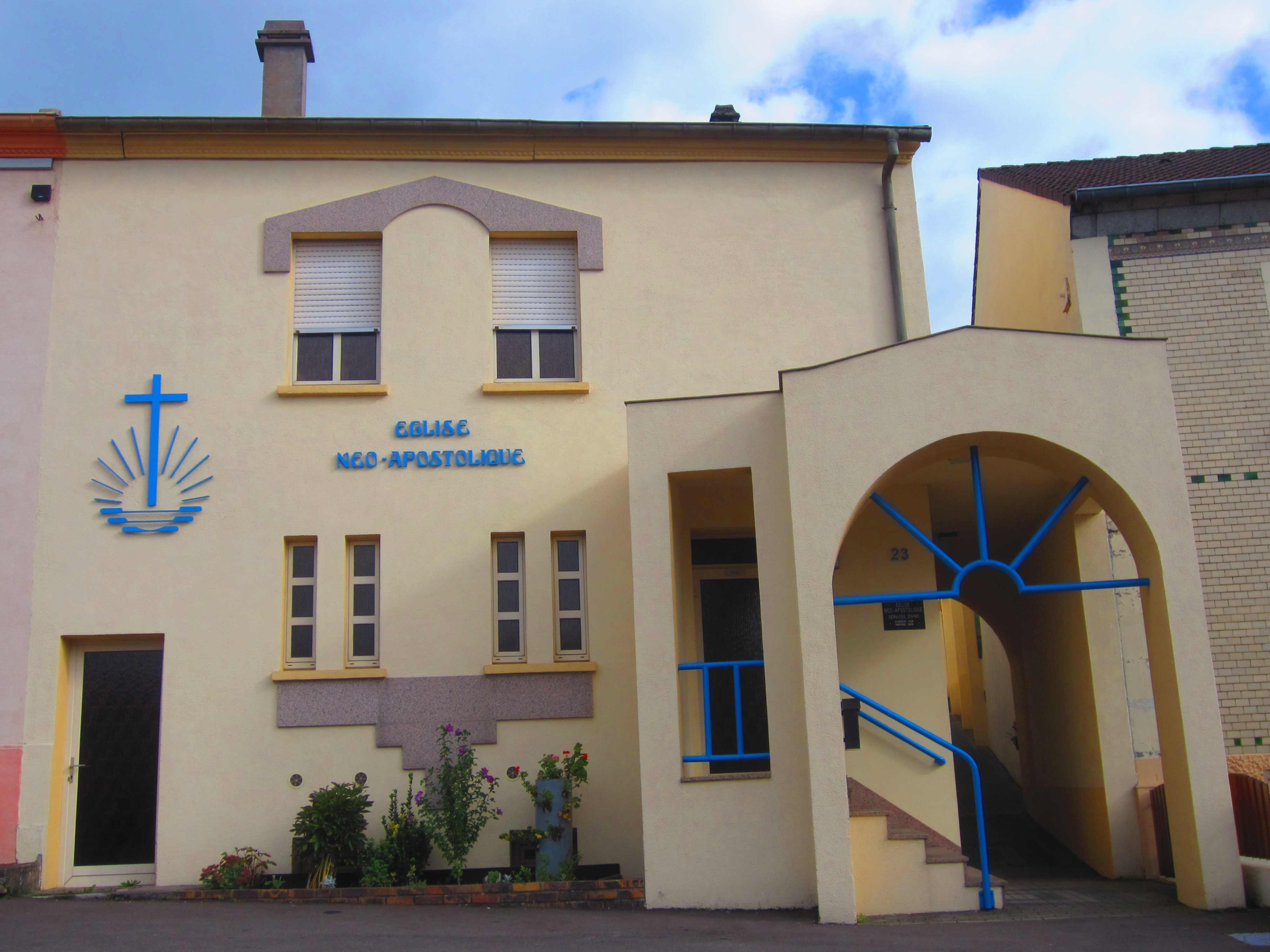
Église néo-apostolique.

### La fête de l'Europe
La « Fête de l’Europe » est un événement culturel majeur organisé chaque année à Creutzwald. Depuis plus de 30 ans, cette manifestation populaire, organisée par la Ville de Creutzwald en partenariat avec le Syndicat d’Initiative, anime les rues du centre-ville pendant trois jours au mois de mai.
Au programme, concerts gratuits, spectacles de rue, démonstrations artisanales, manèges pour enfants et animations pour tous les âges. Les associations locales et les commerçants tiennent des stands offrant des spécialités culinaires européennes, mettant en valeur la diversité culturelle du continent.
Elle est devenue un rendez-vous incontournable pour les habitants de Creutzwald et des communes environnantes, favorisant la convivialité et les échanges interculturels.

### La cavalcade internationale
La « Cavalcade internationale de Creutzwald » est un événement festif organisé chaque année à la mi-carême depuis 1962. Ce défilé coloré rassemble près de 50 chars, fanfares et groupes costumés venus de la région Grand Est et de la Sarre voisine. Le cortège parcourt les rues du centre-ville, distribuant confiseries aux spectateurs, et se conclut par des animations à la salle Baltus Le Lorrain. Cette tradition populaire attire un large public et symbolise l’attachement de la commune à ses racines carnavalesques.

### Le Sentier des Huguenots

Croix huguenote.

Le sentier ou chemin des Huguenots/Hugenottenweg passe à Creutzwald et dans ses forêts. Ce sentier de randonnée reprend le chemin que devaient suivre de 1685 à 1787 les Huguenots en provenance de Courcelles-Chaussy pour se rendre au temple de Ludweiler en Sarre pour suivre le culte réformé et recevoir le baptême lors des persécutions religieuses touchant les protestants. Beaucoup de Huguenots français avaient alors trouvé refuge en Sarre et notamment à Ludweiler, village protestant fondé en 1604 par des calvinistes lorrains. L'exercice du culte réformé était alors après la révocation de l'Édit de Nantes, interdit en France. La « marche des Huguenots » a été inaugurée le 19 juin 1994 par les Mosellans et les Sarrois. Elle s’étale sur 48 km et traverse une région légèrement vallonnée au nord-est de la Moselle. Le balisage est représenté par des croix huguenotes bleues sur fond blanc en plus de panneaux d’informations installés à tous les carrefours importants : Courcelles-Chaussy, Boucheporn, Kleindal, Ambach, dans la forêt proche de Carling, à Creutzwald, à la frontière franco-allemande et à l'étang du Warndtweiher (en Sarre).
L'itinéraire débute à Courcelles-Chaussy et prend fin à l'église évangélique de Ludweiler. Une variante intègre une halte au temple protestant situé rue de Carling à L'Hôpital. Sur le perron en grès de l'église évangélique de Ludweiler sont gravées l'inscription « Résistez » (en français) ainsi que la croix huguenote. Une « marche des Huguenots » a traditionnellement lieu durant le mois de septembre au départ de la place de Condé à Creutzwald, en direction de Lauterbach.

### Ville et villages fleuris
La ville a été récompensée par trois fleurs au palmarès 2007 du concours des villes et villages fleuris.

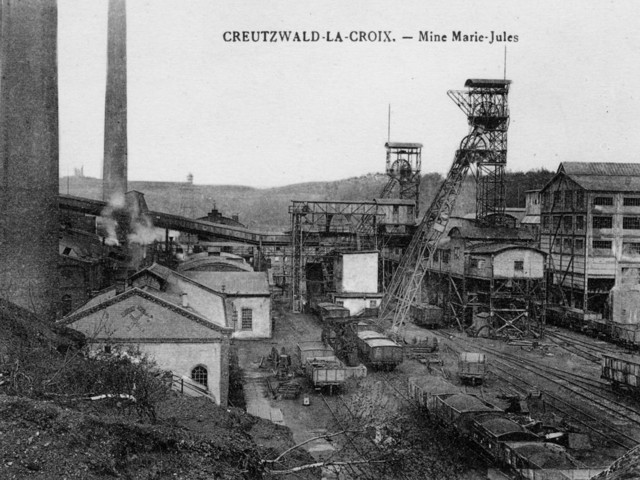
Mine Marie-Jules.
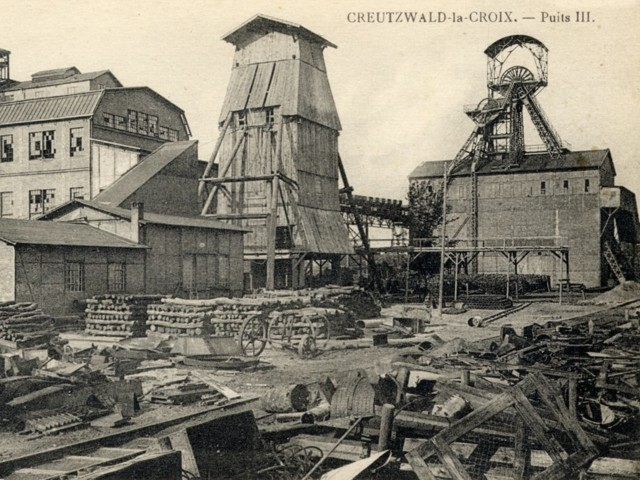
Puits III.
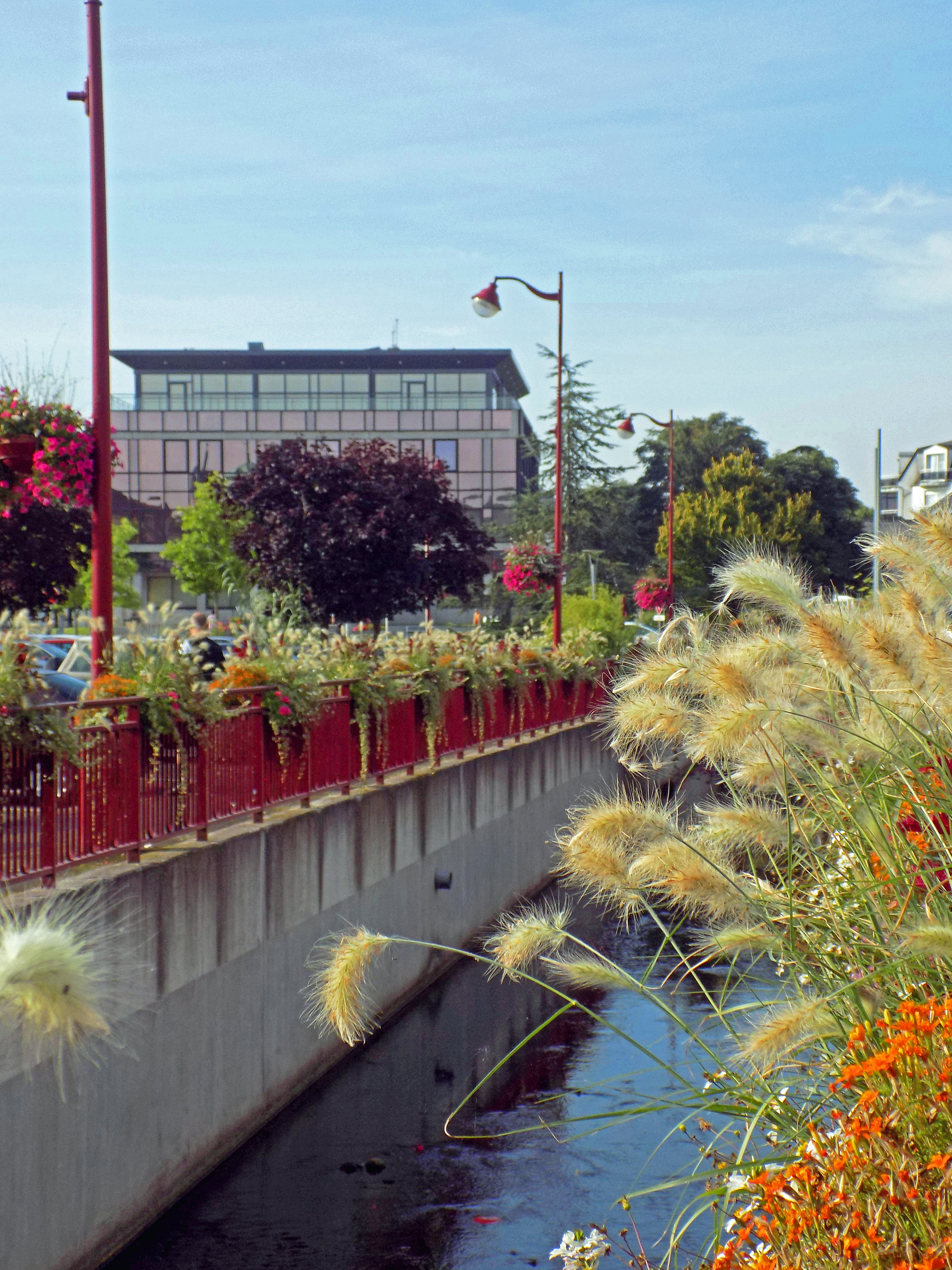
Hôtel de ville et la Bisten.
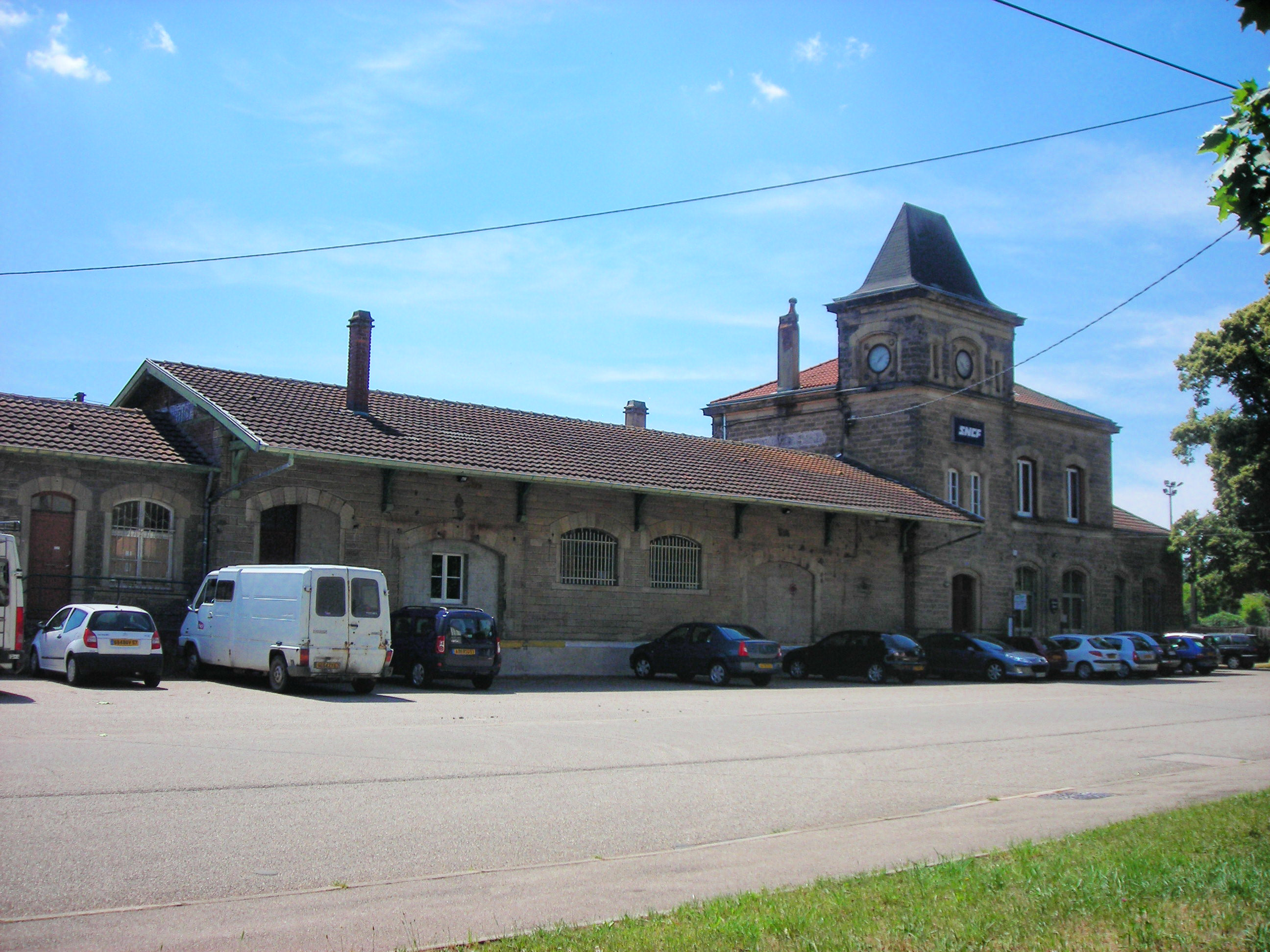
Gare de Creutzwald.
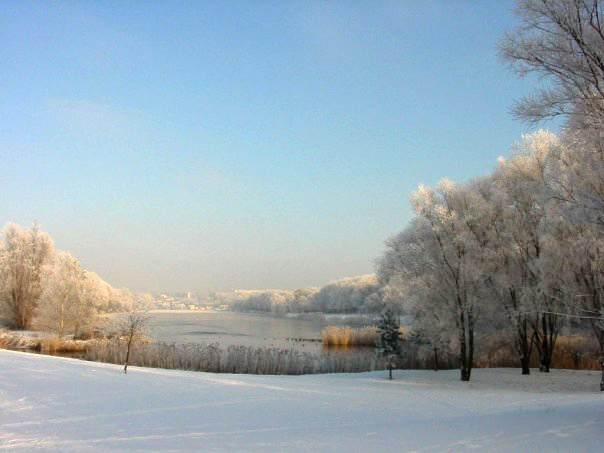
Lac de Creutzwald en hiver.

### Personnalités nées à Creutzwald
- Pierre François Mayer[41] (1753-1814), avocat, propriétaire de la verrerie de Creutzwald, né et décédé à Creutzwald, député du tiers état aux États-Généraux de 1789.
- Antoine Christophe Cochois (1755-1830), général français du Premier Empire.
- Luc Bihl (1938-1997), avocat et écrivain français.
- Nathalie Deruelle (née en 1952), astrophysicienne française.
- Ronald Zins (né en 1955), historien et auteur français, président de l'Académie Napoléon, ancien président du Souvenir napoléonien, lauréat de l'Institut de France.
- Jean-Luc Vilmouth (1952-2015), sculpteur français.
- Samuel Theis (né en 1978), acteur et réalisateur français.
- Cindy Sander (née en 1978), chanteuse française.
- Camille Jozwiak (né en 1991), acteur francais notamment connu pour son rôle dans le film les Combattantes

### Héraldique
| Blason de Creutzwald | Blason  | Coupé : au 1er parti au I d'azur au mont de trois coupeaux d'or sommé d'une croisette latine du même, au II d'azur semé de billettes d'or au lion du même brochant sur le tout, au 2e d'azur au chevron d'or, accompagné de trois heaumes d'argent tarés de face ; sur le tout, de gueules à la lampe de mineur d'argent. |
| Blason de Creutzwald | Détails | Le statut officiel du blason reste à déterminer. |

### Filmographie
- Party Girl (film, 2014), de Samuel Theis